# Wormegay
Wormegay – wieś w Anglii, w hrabstwie Norfolk, w dystrykcie King’s Lynn and West Norfolk. Leży 58 km na zachód od Norwich i 136 km na północ od Londynu. Miejscowość liczy 339 mieszkańców.